# Oxelytrum apicale
Oxelytrum apicale es una especie de escarabajo carroñero del género Oxelytrum, categorizada en la tribu Silphini, de la subfamilia Silphinae. Fue descrita por Brullé en 1836.

## Distribución
Se distribuye por América del Sur: Argentina.